# Werner Rittberger
Werner Rittberger (* 13. Juli 1891 in Potsdam; † 12. August 1975 in Krefeld) war ein deutscher Eiskunstläufer, der im Einzellauf startete. Er erfand 1910 den nach ihm benannten „Rittberger-Sprung“.

## Leben
Rittberger war zwischen 1911 und 1928 der erfolgreichste deutsche Eiskunstläufer. Er wurde elfmal deutscher Meister (1911–1913, 1920–1926, 1928), dreimal Vize-Weltmeister (1910, 1911, 1912) und zweimal Vize-Europameister (1910, 1925).
Rittberger lebte von 1930 bis 1934 in Kanada als Trainer, bevor er nach Deutschland zurückkehrte. Am 30. November 1937 beantragte er die Aufnahme in die NSDAP und wurde rückwirkend zum 1. Mai desselben Jahres in die Partei aufgenommen (Mitgliedsnummer 5.681.824), für die er als Blockhelfer aktiv war.
Nach ihm benannt ist der „Rittberger-Sprung“ (engl.: „Loop“), der zum Kürprogramm jedes Wettbewerbs gehört. Nach dem Zweiten Weltkrieg war er internationaler Preisrichter und Trainer in Krefeld. Bei den Olympischen Winterspielen 1956 war er Schiedsrichter des Herrenwettbewerbs im Eiskunstlaufen.
In Krefeld wurde die 2024 abgerissene Werner-Rittberger-Halle nach ihm benannt. 2017 wurde Werner Rittberger in die „Eiskunstlauf Hall of Fame“ aufgenommen.

## Ergebnisse
| Wettbewerb / Jahr        | 1910 | 1911 | 1912 | 1913 | 1920 | 1921 | 1922 | 1923 | 1924 | 1925 | 1926 | 1927 | 1928 |
| ------------------------ | ---- | ---- | ---- | ---- | ---- | ---- | ---- | ---- | ---- | ---- | ---- | ---- | ---- |
| Olympische Winterspiele  |      |      |      |      |      |      |      |      |      |      |      |      | Z    |
| Weltmeisterschaften      | 2.   | 2.   | 2.   | 7.   |      |      |      |      |      |      | 4.   |      |      |
| Europameisterschaften    | 2.   | 3.   |      |      |      |      | 4.   |      | 3.   | 2.   |      |      |      |
| Deutsche Meisterschaften |      | 1.   | 1.   | 1.   | 1.   | 1.   | 1.   | 1.   | 1.   | 1.   | 1.   | 2.   | 1.   |

Z = Zurückgezogen, nach Pflicht auf Rang 12.